# Fucitol
Fucitol (-fucitol, 6-deoksi--galaktitol, (2R,3S,4R,5S)-heksan-1,2,3,4,5-pentol) je šećerni alkohol. On se dobija iz severno atlantske morske trave Fucus vesiculosus.

## Literatura
- Robyt, John F. (1997). Essentials of Carbohydrate Chemistry (1. изд.). Springer.  978-0-387-94951-2.
- Lindhorst, Thisbe K. (2007). Essentials of Carbohydrate Chemistry and Biochemistry (1. изд.). Wiley-VCH.  978-3-527-31528-4.